# Marie Catier

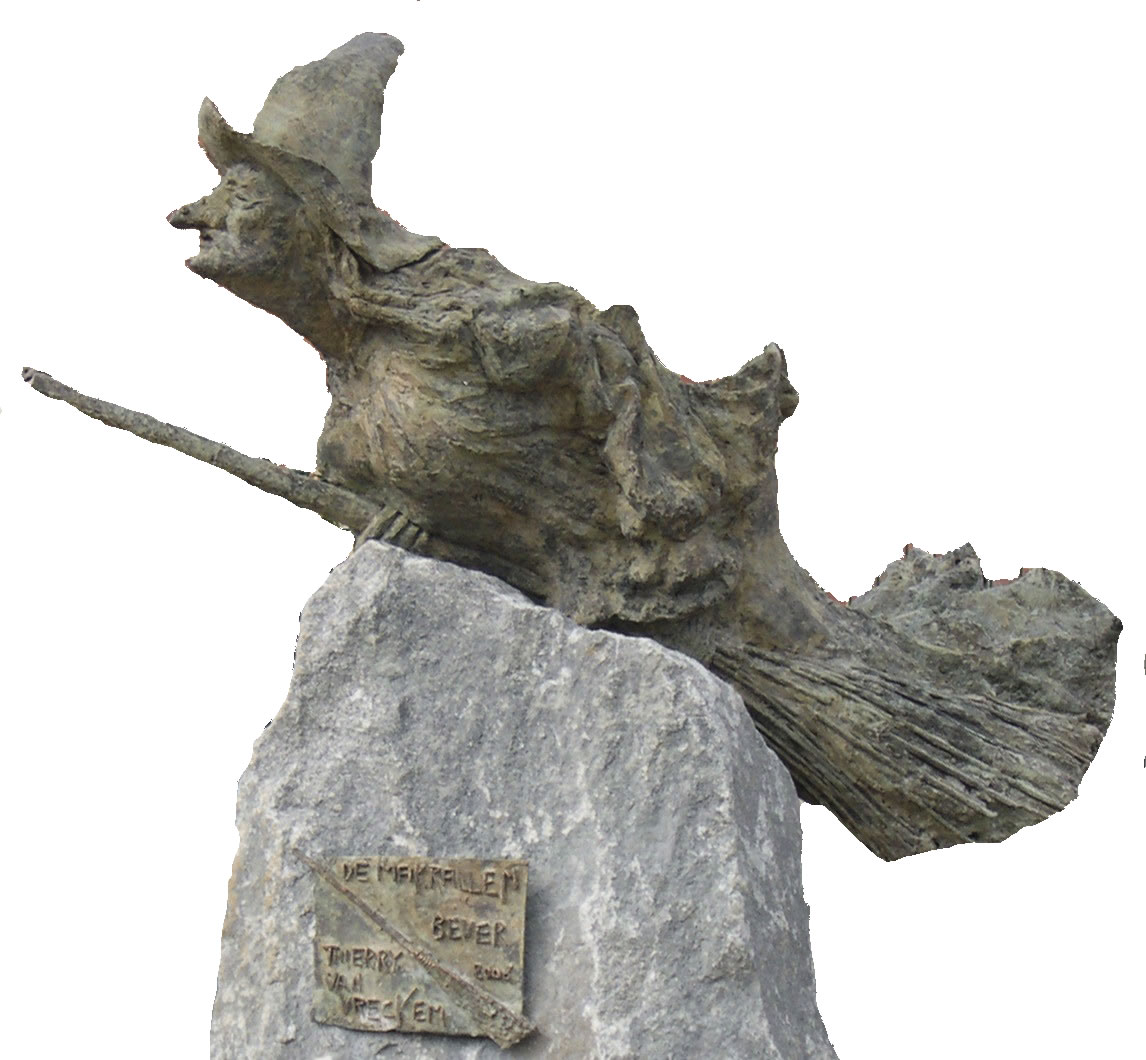
Het heksenbeeld

Marie Catier is de gegeven naam aan een historische figuur uit de Belgische plaats Bever. Ze stond in 1595 terecht voor hekserij en werd vervolgens geëxecuteerd.

## Het heksenbeeld 'Marieke Catier'
Het heksenbeeld is een realisatie in opdracht van het gemeentebestuur van Bever en de folkloregroep “de Makrallen”. Het beeld werd, na een publieke wedstrijd waaraan een zestal streekkunstenaars deelnamen, ontworpen en uitgevoerd door Thierry Van Vreckem, inwoner van Bever. Het bronzen beeld staat op een porfieren rotsblok geschonken door de steengroeven van de naburige Waalse gemeente Lessines (Lessen). De steen is een verwijzing naar de vele Bevernaars die van oudsher in de steengroeven te werk gesteld waren.
Het beeld werd ingehuldigd op 21 mei 2006.

### Heks zonder naam
In de archieven is 'Marie Catier' enkel gekend en omschreven als de echtgenote van Sébastien Catier. De naam Marie Catier werd door de folkloristische vereniging Makrallen bedacht en gegeven aan deze historische figuur als eerbetoon.

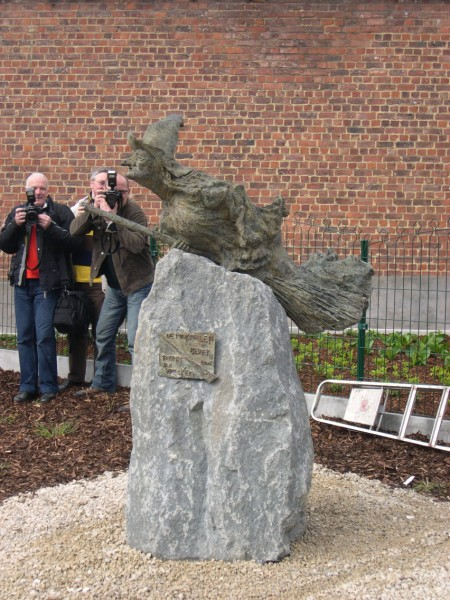
Onthulling van het heksenbeeld (foto: Werner Godfroid, collectie Erfgoed Bever)
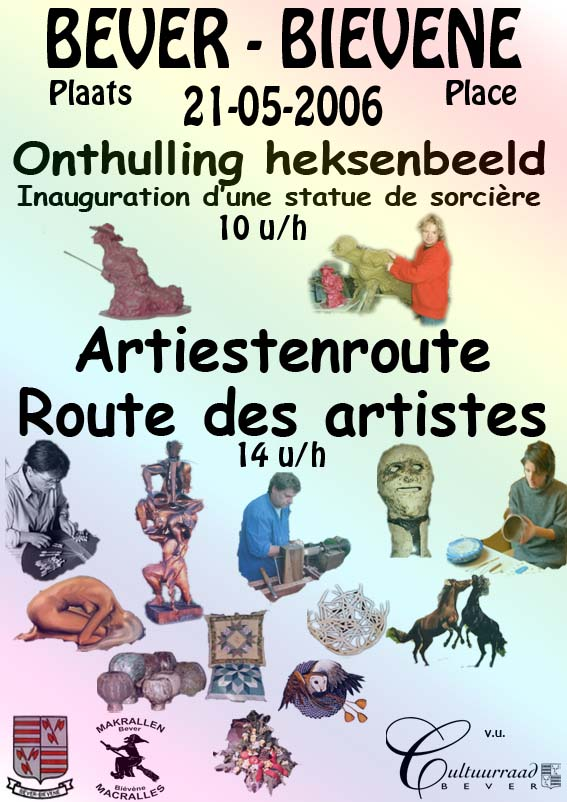
Affiche "Onthulling heksenbeeld" (2006). Bron: Collectie Erfgoed Bever (Werner Godfroid).